# Mesosignum antarcticum
Mesosignum antarcticum är en kräftdjursart som beskrevs av Schultz 1979. Mesosignum antarcticum ingår i släktet Mesosignum och familjen Mesosignidae. Inga underarter finns listade i Catalogue of Life.